# One Second (album Yello)
One Second – piąty album szwajcarskiego zespołu Yello wydany w 1987 roku przez wytwórnię Mercury Records. Był poprzedzony kompilacją 1980-1985 The New Mix in One Go wydaną rok wcześniej. Album reedytowany był w roku 2005 wszedł w skład sześciopłytowego kompletu Remaster Series, na który składa się sześć pierwszych płyt zespołu (odświeżonych dźwiękowo). Na płycie swych głosów użyczyli Billy Mackenzie i Shirley Bassey.

## Lista utworów
1. La Habanera (5:14)
2. Moon On Ice (4:17)
3. Call It Love (5:07)
4. Le Secret Farida (3:18)
5. Hawaiian Chance (4:21)
6. The Rhythm Divine (4:13)
7. Santiago (5:49)
8. Goldrush (4:22)
9. Mr. Van Steiner (4:19)
10. Si Senor The Hairy Grill (4:55)
11. L'Hôtel (3:57)

- dodatkowo na płycie reedytowanej znalazły się następujące utwory (bonusy):

1. Goldrush II (12" Mix)
2. The Rhythm Divine (1992 Version)
3. Call It Love (12" Mix)
4. Life Is A Snowball
5. Tool In Rose